# Hammerkogel (Erzgebirge)
Der 686,6 m ü. NHN hohe Berg Hammerkogel liegt auf dem Gebiet der Gemeinde Schönheide zwischen dem Oberen Keilberg (689,1 m ü. NHN) und dem Unteren Keilberg (686 m ü. NHN) westlich der Forststraße „Hammergockel“, die vom Tal der Zwickauer Mulde in Richtung Schönheide führt.

## Beschreibung
Der Berg liegt 800 Meter nördlich der Zwickauer Mulde in der Mesogeochore „Eibenstocker Bergrücken“ in dem zusammenhängenden Waldgebiet, das von der Mikrogeochore „Schönheider Kuppengebiet“ allmählich und dann steil zur Zwickauer Mulde in die Mikrogeochore „Rautenkranz-Schönheider Mulde-Tal“ abfällt. Das Gebiet ist vollständig mit Wald bestockt, überwiegend mit Fichten. Südlich des Berges wurde nach dem Zweiten Weltkrieg auf einem Kahlschlag in den späten 1940er Jahren ein Mischwald gepflanzt. Geologisch gehört das Gebiet zum Eibenstocker Granitmassiv. Westlich des Berges fließt der Keilbach, östlich ein erstmals in der topographischen Karte von 2012 als „Hochmoorbächel“ bezeichneter und in früheren Landkarten namenloser Bach. Beide Bäche sind linke Nebenbäche der Mulde. Nördlich und östlich grenzt der Bergrücken an das Natura-2000-Gebiet Bergwiesen um Schönheide und Stützengrün, das im östlichen Bereich dem Naturschutzgebiet Moore südlich von Schönheide entspricht.

## Name
In Blatt 195 des Berliner Exemplars der Sächsischen Meilenblätter von Friedrich Ludwig Aster aus dem Jahr 1791 wird der Berg als „Hammer Kockel“ bezeichnet. Angesichts dessen, dass er etwa dieselbe Höhe wie die beiden Keilberge hat, ist eine Namensgebung nachvollziehbar. Für die Bezeichnung eines Berges (und nicht etwa eines Baches oder eines Weges) in dieser Landkarte mit „Hammer Kockel“ spricht auch dies: Während bei Wegen und Bächen die Namenszeile dem Verlauf von Bach oder Weg folgt, verläuft die Schrift bei Bergbezeichnungen parallel zu oberem und unterem Rand der Landkarte. Außerdem sind die Namen von Bergen in größerer Schrift als die der Bäche und Wege gestaltet. Östlich des Berges ist ein Weg mit der Bezeichnung „Hoheriesen Steig“ eingetragen. In derselben beschriebenen Weise sind in den an das Blatt 195 anschließenden Blättern des Asterschen Kartenwerkes die Namen von Bergen, Bächen und Wegen angebracht worden.
„Kogel“ wird in Wörterbüchern als Spitze eines Berges verstanden, so bei Johann Christoph Adelungs Wörterbuch. Johann Georg Krünitz sieht im Begriff Kogel ein oberdeutsches Wort, das den Gipfel eines Berges beschreibt. Im Pfälzischen Wörterbuch wird ein Zusammenhang hergestellt zwischen der Wortbedeutung Kogel für eine Kappe als Kopfbedeckung und der Bezeichnung eines Berges als „Kogelsberg“. Auch Krünitz weist auf den Zusammenhang zwischen der Kopfbedeckung und dem Begriff Kogel hin und erinnert an die Kappen von Bergleuten. Der „Hammer Kockel“ hat im unbewaldeten Zustand das Aussehen einer Kappe, was nach der Schraffur in der Asterschen Landkarte von 1791 gut vorstellbar ist. Dies macht die Bezeichnung „Hammer-Kappe“ oder „Hammer-Kogel“ nachvollziehbar. Auch in Blatt 184 des Freiberger Exemplars der Sächsischen Meilenblätter findet sich der Eintrag „Hammer Kockel“ und ist nur als Bezeichnung eines Berges deutbar, desgleichen findet sich die Bezeichnung „Hoheriesensteig“ als Wegbenennung.  Blatt 236 des Dresdner Exemplars der Sächsischen Meilenblätter von 1792, zwar wegen der Nachträge bis in die zweite Hälfte des 19. Jahrhunderts nicht gut entzifferbar, enthält die Bezeichnung des Berges „Hamer Kockel“ (in dieser Schreibung) und die allerdings schlecht lesbare des Weges mit „Hohriesensteig“.
Auch im 1843 herausgebrachten Blatt 19-Schwarzenberg- des Topographischen Atlas des Königreichs Sachsen von Jakob Andreas Hermann Oberreit ist der Berg unter der Bezeichnung „Hamer Kockel“ eingetragen.

## Namensgeschichte
Der Vergleich von Landkarten des ausgehenden 20. und des beginnenden 21. Jahrhunderts mit denen der Asterschen Meilenblätter zeigt einige Namensveränderungen: So hieß der Keilbach bei Aster noch „Schlingen Seyfen“, dies deutet auf die Gewinnung von Zinnerz mittels Seifens hin. Für das „Hochmoorbächel“ gab es die Bezeichnung „Geyer Seufen“ (in dieser Schreibung). Auch dies dürfte als „Geyer-Seifen“ zu verstehen sein. Blatt 196 des Asterschen Kartenwerks benennt den Oberlauf „Geyer Seiffen Bach“.
Der Weg „Hoheriesen Steig“ wird in den Landkarten des ausgehenden 20. und des beginnenden 21. Jahrhunderts nicht mehr mit diesem Namen belegt: Durchgängig findet sich für diese Forststraße die Angabe „Hammergockel“, so auch in der topographischen Karte im Maßstab 1:10.000 von 1996 und in der von 2012, aber auch in Wanderkarten, so übereinstimmend in Blatt 15 der Wanderkarte von Sachsen aus den Jahren 1996 und 2010.
Der 686,6 m ü. NHN hohe Berg zwischen Oberem und Unterem Keilberg, der früher „Hammer Kockel“, oder nach heutigem Sprachgebrauch „Hammerkogel“, hieß, verlor seinen Namen, während der Name des heute erzgebirgisch Hammorrgoogl genannten Weges früher „Hoheriesen-Steig“ war. Bisher fanden sich keine Nachweise, beispielsweise in Forstkarten, weswegen sich die Bezeichnung für den Berg zu einer für den Weg Hammorrgoogl gewandelt hat und der Berg seinen Namen, jedenfalls in den Landkarten, verlor oder an den an ihm vorbeiführenden Weg abgab.
Es ist zu vermuten, dass die einheimische Bevölkerung für das Gehen zur Zwickauer Mulde am Berg Hammerkogel vorbei umgangssprachlich als „an dorr Hammorrgoogl vorrbei“ (an der Hammergoogl vorbei) bezeichnete und sich daraus im Laufe der Zeit die noch im 21. Jahrhundert verwendete Bezeichnung „dorr Hammorrgoogl noh“ (der Hammergoogl hinunter) bildete. Daraus kann sich der Name des Weges entwickelt haben, freilich von den Kartenmachern aus dem erzgebirgischen Dialekt verwandelt in „Hammergockel“. Dieser Begriff ist den Einheimischen aber fremd.
Ernst Flath, der eine Geschichte Schönheide um 1910 veröffentlichte, erwähnt „Hammergockel (am Südhang des Baumannsberges)“ als eine der „eigentümlichen Benennungen, die früher als Namen von Wirtschaftsfiguren galten, später zwar durch Abteilungsnummern ersetzt, im Volksmunde aber weitergeführt worden sind“.